# Katalin Kováts
Katalin Kováts, precedentemente nota come Smidéliusz (AFI: /ˈkɑtɑlin koˈvaːtʃ/; Budapest, 16 ottobre 1957), è un'esperantista, pedagoga e linguista ungherese.
Redattrice del portale edukado.net, da cui impartisce gli esami QCER di padronanza linguistica di esperanto per conto dell'UEA, è stata proclamata esperantista dell'anno (nel 2010) per la «multiforme promozione della didattica professionale dell'esperanto» e «per la divulgazione e l'organizzazione degli esami secondo il Quadro comune europeo di riferimento» per la conoscenza delle lingue. È stata, durante l'arco di 15 anni, membro dell'Akademio de Esperanto (2007-2022).

## Gli studi
Kováts nasce a Budapest nel 1957. Frequenta le scuole primarie di Pilisszentlászló (1964-1970) e di Szentendre (1970-1972), entrambe nell'Ungheria settentrionale, per proseguire poi gli studi liceali prima a Szentendre (1972-1974) e poi a Budapest (1974-1976).
Il primo contatto con l'esperanto avvenne quando Kováts era ancora bambina, a circa dieci anni di età: una zia possedeva infatti un libro sulla lingua internazionale; inoltre, a scuola uno dei suoi docenti sapeva parlare esperanto. Nel 1976, alla scuola superiore pedagogica di Szombathely, il suo insegnante di russo Blazio Wacha teneva lezioni di esperanto di prima mattina; Kováts seguì le lezioni per un mese, prima di abbandonare il corso per impegni concomitanti. Nello stesso istituto, Kováts conseguì il diploma per l'insegnamento della lingua russa e della matematica (1980); nel 1981, mentre si trovava distesa su un letto d'ospedale, incinta del suo primo figlio, intraprese da autodidatta il corso d'esperanto in lingua ungherese 30 nap alatt esperantóul («Esperanto in trenta giorni»), di Jozefo Horváth. «Da allora lo adoro, lo insegno e faccio di tutto: la mia vita è l'esperanto, davvero.», ha affermato in un'intervista.
Studia poi interlinguistica, esperanto, lingua e letteratura presso l'Università Loránd Eötvös di Budapest (1987-90).

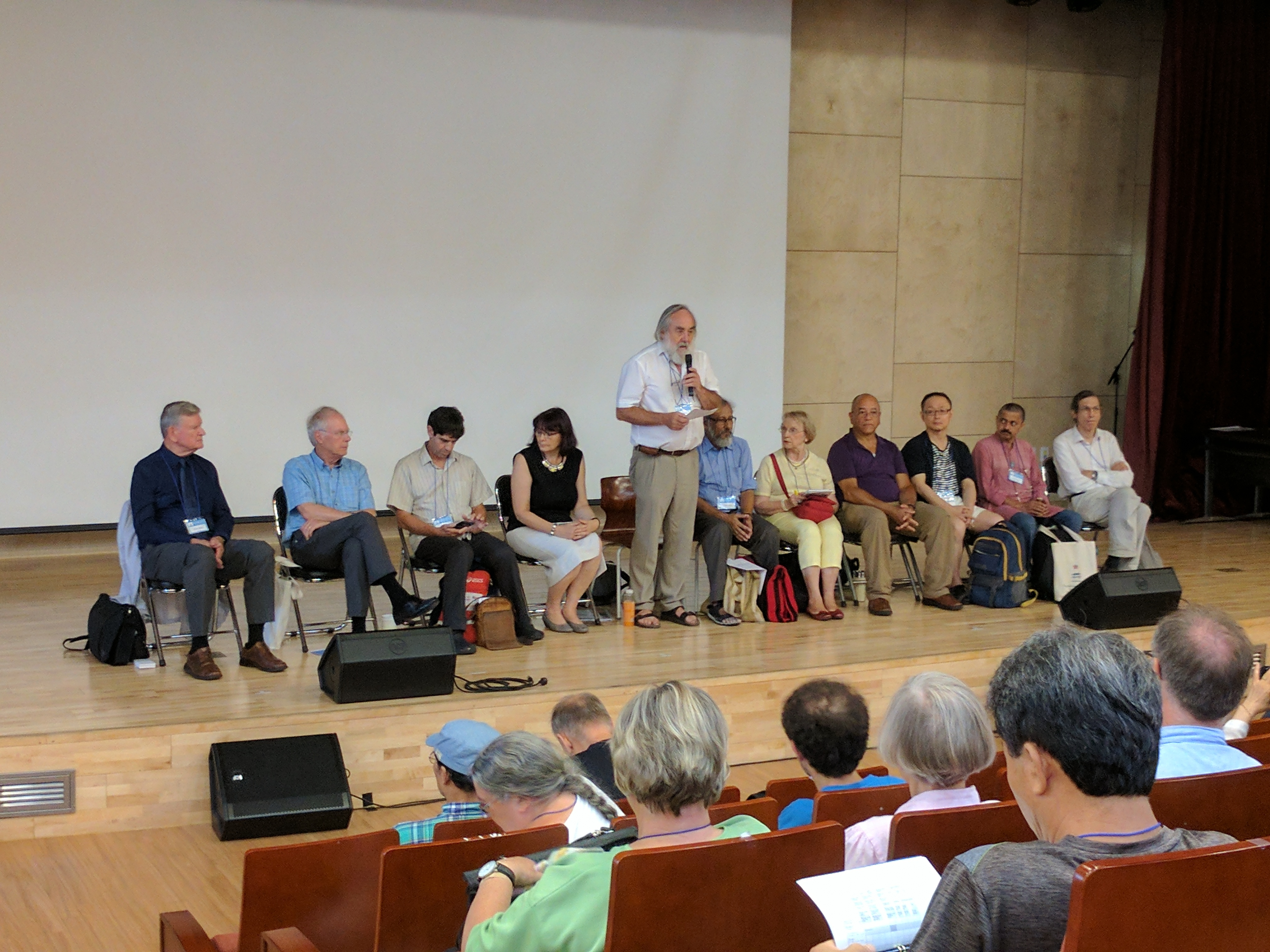
Katalin Kováts (quarta da sinistra) con altri membri dell'Akademio de Esperanto, in occasione dell'UK 2017 in Seul.
---- Nella foto: D. Charters, H. Tonkin, A. Wandel, K. Kováts, B. Moon (all'impiedi), P. Dasgupta, B. Pietrzak, O. Raola, H. Usui, A.G. Rao, F. Lo Jacomo.

Nel 1992 Kováts prende parte al suo primo Congresso universale di esperanto (UK), che quell'anno si tenne a Vienna. «Quando son entrata, ho visto migliaia di persone. Ero relativamente nuova.» — ha poi ricordato — «Il cuore mi batteva forte, e quando tutte le persone insieme, in una lingua, hanno iniziato a cantare l'inno dell'esperanto, ho pianto. È stato un momento così emozionante.» Dopo Vienna, partecipò agli UK del 1993, 1997, 1998, 1999 e, ininterrottamente, a tutti quelli tra il 2004 e il 2023.
Sempre nella scuola superiore pedagogica di Szombathely, conseguì nel 1994 il diploma d'italianistica.

## Attività esperantista

### In Ungheria
Tra il 1980 e il 1986 insegna matematica e russo in diverse scuole, sia a Budapest sia nel dipartimento di Vas. Dal 1986 è docente d'italiano e russo nella scuola superiore pedagogica Berzsenyi Dániel; in séguito, ottenne una cattedra nella sezione universitaria, dove peraltro anche l'interlinguistica era inserita come materia fondamentale di studio per i futuri linguisti; insegnò quindi linguistica applicata e metodologia. Fondò e diresse il dipartimento d'esperanto presso la scuola superiore pedagogica di Szombathely (1990-1994).
Nel 1996 consegue il dottorato in filologia presso l'Università Loránd Eötvös di Budapest. La dissertazione fu incentrata sul valore propedeutico dell'esperanto per l'apprendimento della lingua italiana; le mille parole italiane più frequenti vennero confrontate coi loro corrispettivi in lingua esperanto: nel 22% dei casi emerse un'identità (completa nel 13% dei casi, parziale nel 9%); Kováts argomentò che parole simili esistevano nel 48% dei casi e che solo nel 30% dei casi le radici tra le due lingue erano completamente diverse.

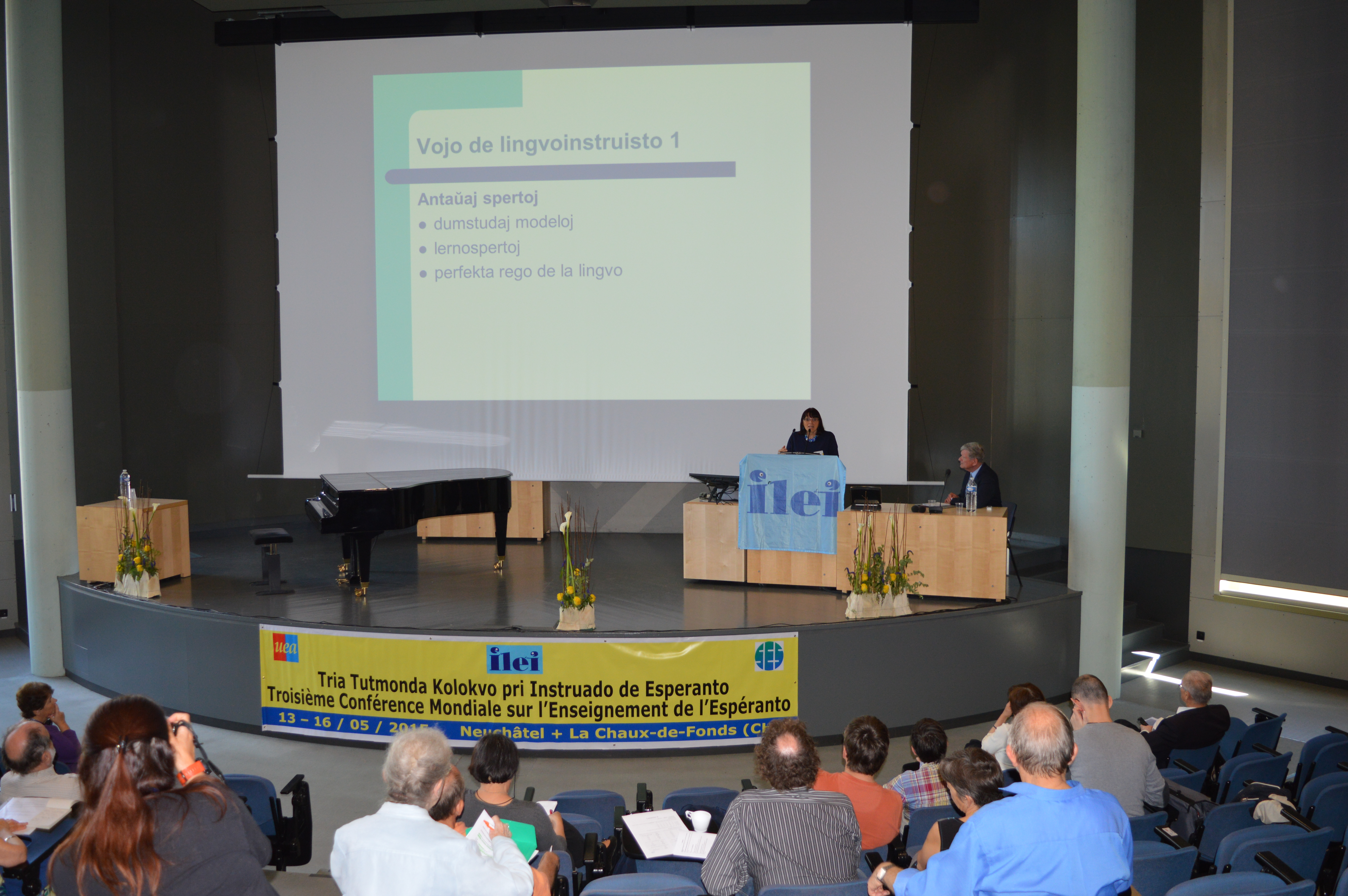
Katalin Kováts durante una conferenza d'ILEI, nel 2015.

Collabora con il quotidiano esperantofono Monato dal 1994 (come correttrice di bozze nel periodo 1994-2005) ed è vicedirettrice dell'Internacia Pedagogia Revuo (IPR) nel periodo 1995-2006. Ricopre il ruolo d'esaminatrice autorizzata della commissione d'esami dell'UEA/ILEI e quello di vicepresidente della commissione d'esame dell'ILEI (2000-2006).

### Nei Paesi Bassi
Nel 2001 abbandona la cattedra e l'Ungheria per trasferirsi nei Paesi Bassi per motivi familiari: era difatti convolata a nuove nozze con l'esperantista francese Sylvain Lelarge. «Mio marito non conosceva l'ungherese, non conoscevo il francese, non conoscevo l'olandese», ha ricordato nel corso di un'intervista, concludendo: «era assolutamente necessario avere una lingua neutrale comune. Pertanto, in modo del tutto naturale, abbiamo cominciato a parlare in esperanto, e questo non mi ha stancata. Ora, trascorsi vent'anni, sogno in esperanto, penso in esperanto. [...] L'esperanto è per me una lingua più semplice dell'ungherese.»

### Redattrice di edukado.net
Nel 2001 fonda il portale web edukado.net per insegnanti di esperanto e lo amministra da allora. Nell'àmbito delle attività per il portale, ha tenuto corsi e seminari in trenta paesi del mondo e ha insegnato metodologia a Poznań, nel dipartimento di studi interlinguistici. È stata membro dell'Akademio de Esperanto dal 2007 al 2022 e capo della commissione d'esame UEA dal 2009.
Nel 2006 ha scritto, insieme con Beatrice Allée, il libro di testo «Poŝamiko» (lett. "amico tascabile"), il quale «si rivolge principalmente ai principianti (bimbi e adulti) e consiglia loro di sfogliare e leggere il libretto, per apprendere parole, consolidare la grammatica e memorizzare parti di discorso; non necessariamente in una sequenza prefissata, ma a piacimento».
Nel 2009, Kováts diviene capo della commissione d'esame dell'UEA e, come responsabile di edukado.net, dà luogo agli esami di lingua e li supervisiona. Dal 2012 organizza con cadenza annuale anche un Tutmonda Ekzamentago («giornata mondiale d'esame»), attraverso la quale ha offerto la possibilità di sostenere l'esame di lingua a diverse centinaia di persone in decine di paesi di tutti i continenti. A fine 2019, avevano già avuto luogo più di 120 sessioni d'esame in trenta paesi, con 2400 candidati da 75 paesi che avevano superato con successo l'esame; nella somministrazione delle prove d'esame, Kováts ha coinvolto 120 esperantisti.
Nel quadro di edukado.net, Kováts ha dato vita nel 2016 al progetto «Ekparolu!» (lett. "Comincia a parlare!") che permette gratuitamente ai nuovi apprendisti dell'esperanto di affinare le loro competenze di produzione orale, tramite conversazioni in lingua con locutori esperti.

### L'autovalutazione del QCER
Nel 2005, Kováts traduce la tabella di autovalutazione delle sessioni d'esame QCER, pubblicandola nel Manlibro pri instruado de Esperanto (Manuale per l'insegnamento dell'esperanto). Insieme con Mireille Grosjean, fece visita alle istituzioni europee a Strasburgo e ottenne dal Consiglio d'Europa il diritto a tradurre il libro del QCER in esperanto; il lavoro di traduzione venne sostenuto dal Fondumo por Esperantologiaj Studoj (ESF) e vi collaborò come traduttore Roel Haveman. La traduzione in esperanto del libro QCER venne infine pubblicata nel dicembre 2007 e presentata a Strasburgo; l'Associazione Europea degli Esaminatori Linguistici (ALTE) approvò lo svolgimento degli esami d'esperanto e l'UEA intraprese una collaborazione col centro di esami linguistici ITK di Budapest, lanciando così nel 2008 una prima sessione d'esami QCER.

## Vita privata
Katalin Kováts ha avuto da suo marito Sylvain Lelarge un figlio poliglotta di nome Martin. Nato nel 2001, egli ha appreso l'ungherese dalla madre, il francese dal padre, l'olandese a scuola e nell'ambiente extra-familiare, e l'esperanto acoltando le conversazioni tra i genitori. Kováts è anche madre di Petra Smidéliusz (ex membro del direttivo di TEJO) e di Bence Smidéliusz.
Nel 2017 Katalin Kováts dichiarava di padroneggiare, oltre all'ungherese, anche l'esperanto (a livello C2), l'italiano (B2), l'inglese (B2), il russo (B1), il francese (B1), l'olandese (B1), il polacco (A2), e l'ido. È membro a vita dell'UEA.

## Premi
- Nel 2008, il portale web edukado.net ricevette dall'UEA il «diploma di attività eccellente».
- Nel 2009 riceve il premio Ada Fighiera-Sikorska.
- Nel 2010 è eletta esperantista dell'anno.[3]
- Nel 2016 riceve l'Esperanto-Kulturpremio dalla fondazione FAME e dalla cittadina tedesca di Aalen.
- Nel 2018 riceve il premio Deguĉi per i suoi molti anni di attività nella didattica dell'esperanto

## Opere
Monografie
- (EO) Katalin Smidéliusz, Ĉu vi aǔdis, ke... [Hai sentito che...], E-duKati, 2007, ISBN 963-550-138-2.
- (EO) Katalin Smidéliusz, Memorlibro omaĝe al Andreo Cseh [Libro di memorie in omaggio ad Andreo Cseh], 1995,  p. 128, ISBN 963-650-215-3.
- Analisi comparativa del lessico italo esperanto ed ungherese a fini didattici, Coedes-Milano, 1997,  p. 50, ISBN 88-85872-09-3.
- (EO) B. Alleé e K. Kováts, Poŝamiko [Amico tascabile], 2ª ed., l'Aia, E-duKati, 2007, ISBN 978-90-78519-01-0.
- (EO) Katalin Kováts, Stelsemantoj en la Ora Nordo [Seminatori di stelle nel nord dorato], l'Aia, E-duKati, 2011,  p. 159, ISBN 9789078519027.
- (EO) Katalin Kováts, Detektivu pri la krimo de Katrina [Indaga sul crimine di Katrina], l'Aia, 2008,  p. 42.

Miscellanea
- (EO) Manlibro pri instruado de Esperanto, ISBN 9788089 366057.
- Ha contribuito a diversi articoli apparsi sul trimestrale Internacia Pedagogia Revuo[N 3] e nella rivista Esperanto.